# 武藤のび太
武藤 のび太（むとう のびた）は、日本のAV男優。

## 人物
- 名前は『ドラえもん』のキャラクター野比のび太から由来する。
- どの作品でも甘えた子供のような喋り方で、女優よりも大きな喘ぎ声を出しているのが特徴。
- 2010年3月には痴女達が彼の自信を取り戻させるという企画（設定）の『痴ッ!!痴女が山盛り☆どエロハイビジョン映像集1〜超美形! 痴女4人のムレムレ〜』が配信された[1]。
- AV女優の永井智美は、自身のブログで「いじめたい男優ナンバーワン」と言及した[2]。